# Mario Rosa
Mario Rosa (* 8. Mai 1932 in Neapel; † 24. Dezember 2022) war ein italienischer Historiker.
Mario Rosa lehrte als Professor für Neuere Geschichte an den Universitäten Lecce (1966–1972), Bari (1970–1978), Pisa (1978–1984) und Rom (1984–1989). Zuletzt hatte er von 1989 bis 2004 an der Scuola Normale in Pisa eine Professur für moderne Geschichte. An der Scuola Normale war er von 1994 bis 1998 stellvertretender Direktor. Bedeutende akademische Schüler von Rosa sind Marcello Verga und Maria Antonietta Visceglia. Ab 2006 war er Mitglied der Accademia Nazionale dei Lincei. Er war Herausgeber der Rivista di storia e letteratura religiosa.
Rosa galt als einer der führenden Kenner der italienischen Geschichte der Frühen Neuzeit, insbesondere im Hinblick auf kirchliche Strukturen und religiöse Bewegungen. Seine Arbeiten waren impulsgebend für die Erforschung der frühneuzeitlichen Kirche und des Papsttums.

## Schriften (Auswahl)
- Il giansenismo nell’Italia del Settecento. Dalla riforma della Chiesa alla democrazia rivoluzionaria (= Frecce. Bd. 186). Carocci, Roma 2014, ISBN 978-88-430-7358-0.
- La Curia romana nell’età moderna. Istituzioni, cultura, carriere (= La corte dei papi. Bd. 24). Viella, Rom 2013, ISBN 978-88-6728-003-2.
- Settecento religioso. Politica della ragione e religione del cuore. Saggi Marsilio, Venedig 1999 ISBN 88-317-7004-7.